# Iwan Andrejewitsch Gachow
Iwan Andrejewitsch Gachow (russisch Ива́н Андре́евич Га́хов; engl. Transkription Ivan Andreevich Gakhov; * 4. November 1996 in Moskau) ist ein russischer Tennisspieler.

## Karriere
Gachow begann das Tennis mit fünf Jahren. 2012 spielte er erstmals regelmäßig Turniere bei den Profis und gewann in diesem Jahr im Doppel seinen ersten Titel auf der ITF Future Tour, wodurch er auch das erste Mal in der Weltrangliste geführt wurde. Bis 2014 steigerte er sich konstant und hatte neben vier Titeln im Doppel auch seinen ersten Future-Titel im Einzel gewonnen. So gelang ihm jeweils der Einzug in die Top 700 der Welt. Erste Erfahrungen auf der nächsthöheren ATP Challenger Tour machte Gachow 2015. In Qarshi kämpfte er sich durch die Qualifikation und gewann auch sein erstes Match im Hauptfeld. Auf einen Durchbruch im Ranking musste er aber weiterhin warten, da er in diesem Jahr keinen Future-Titel gewann.
Nach einer achtmonatigen Pause stieg Gachow 2016 erst im Juli ins Turniergeschehen ein und schaffte es dennoch bis Ende des Jahres drei Futures im Einzel zu gewinnen, um zumindest seine Position des Vorjahres zu halten.
2017 war sein bislang stärkstes Jahr. Im Einzel gewann er drei, im Doppel gar sechs Futures. Beim Challenger in Almaty erreichte Gachow sein erstes Halbfinale auf diesem Niveau und mit Rang 275 eine neue Höchstposition in der Einzel-Rangliste. Im Doppel lief es noch besser – in Almaty wie in Sevilla verlor er mit verschiedenen Partner jeweils erst im Finale. Das Jahr schloss er jeweils in den Top 300 ab.
Während der Russe 2018 im Einzel nicht an die Ergebnisse des Vorjahres anknüpfen konnte, steigerte er sich im Doppel weiter. Dort erreichte er zwei Finals, von denen er das in Fargʻona mit Alexander Pawljutschenkow für sich entschied und seinen ersten Challenger-Titel gewann. Dadurch stand er am 10. September 2018 mit Platz 181 auf einem neuen Doppel-Karrierehoch. In seiner Karriere gewann er bislang insgesamt 8 Futures im Einzel und 19 Futures im Doppel.

## Erfolge
| Legende (Anzahl der Siege)  |
| Grand Slam                  |
| ATP World Tour Finals       |
| ATP World Tour Masters 1000 |
| ATP World Tour 500          |
| ATP World Tour 250          |
| ATP Challenger Tour (3)     |

### Einzel

#### Turniersiege
| Nr. | Datum         | Turnier   | Belag | Finalgegner              | Ergebnis        |
| --- | ------------- | --------- | ----- | ------------------------ | --------------- |
| 1.  | 2. April 2023 | Girona    | Sand  | Gastão Elias             | 5:7, 6:4 aufgg. |
| 2.  | 4. Juni 2023  | Troisdorf | Sand  | Frederico Ferreira Silva | 6:2, 5:7, 6:3   |

### Doppel

#### Turniersiege
| Nr. | Datum         | Turnier  | Belag     | Partner                   | Finalgegner                             | Ergebnis |
| --- | ------------- | -------- | --------- | ------------------------- | --------------------------------------- | -------- |
| 1.  | 23. Juni 2018 | Fargʻona | Hartplatz | Alexander Pawljutschenkow | Saketh Myneni N. Vijay Sundar Prashanth | 6:4, 6:4 |